# Renormierungsgruppe
Die Renormierungsgruppe (RG) beschreibt die Abhängigkeit bestimmter physikalischer Größen von der Längenskala. Ursprünglich ein Konzept der Quantenfeldtheorie, erstreckt sich sein Anwendungsbereich heutzutage auch auf die Festkörperphysik, Kontinuumsmechanik, Kosmologie und Nanotechnologie. Mit der RG im Zusammenhang stehen die Betafunktion und die Callan-Symanzik-Gleichungen.

## Definition
Als Renormierungsgruppe bezeichnet man mehrere ähnliche aber im Detail verschiedene Rechenverfahren, die von einer Skaleninvarianz des beschriebenen Systems Gebrauch machen. Die untersuchten Systeme sind dabei alle stochastischer Natur. Bei Systemen aus der Quantenfeldtheorie beruht die stochastische Natur auf Quantenfluktuationen, bei Systemen aus der klassischen Physik auf thermischen Fluktuationen, Wahrscheinlichkeiten für Verunreinigungen, oder Übergangswahrscheinlichkeiten für irgendwelche Reaktionen. Ein anschauliches (eher mathematisches) Beispiel ist die Perkolation. In aller Regel ist das Problem als Pfadintegral vorgegeben, und die interessierenden Messgrößen sind Korrelationsfunktionen oder davon abgeleitete Größen.
Die Idee einer Renormierungsgruppen-Rechnung ist, das ursprüngliche (nicht renormierte) System entsprechend einer genau definierten Vorschrift auf sogenannte renormierte Systeme abzubilden. Bei dieser Abbildung ist immer eine andere (i. d. R. variable) Längenskala im Spiel, indem explizit Skalierungen ausgeführt werden oder/und Vertexfunktionen bei gewissen Längenskalen berechnet werden.
Falls das renormierte System einfacher ist, indem es z. B. bei einer Änderung der Längenskala einen Fixpunkt erreicht oder die Kopplungskonstanten klein werden, hat man wegen der eindeutigen Abbildung (zumindest für gewisse Längenskalen) damit auch für das eigentlich interessierende Problem viel gewonnen. Dass der Formalismus auch eine anschauliche Interpretation im Sinne von skalenabhängigen Kopplungskonstanten hat, ist essentiell und instruktiv, für die Anwendung des Formalismus selber spielt das keine Rolle.
Die Bedeutung von Renormierungsgruppen-Rechnungen liegt darin, dass sie oft nach Schema anwendbar sind und Ergebnisse liefern, wo andere Methoden nicht weiterführen. Beispielsweise liefert naive (regularisierte) Störungsrechnung in der Quantenfeldtheorie und bei kritischen Phänomenen eine divergente Störungsreihe, während die Renormierungsgruppe implizit Störungsrechnungsbeiträge aufsummiert und die Skaleninvarianz korrekt zum Ausdruck bringt.

## Die Ortsraum-Renormierung von Kadanoff als einfacher Prototyp

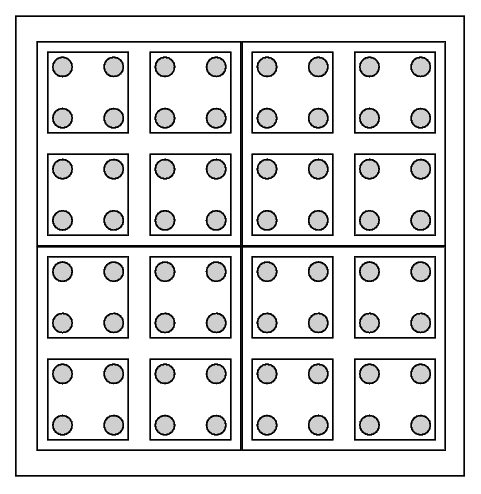
Kadanoffs Blockspin

Das Blockspin-Modell von Leo Kadanoff (1966) liefert einen anschaulichen Zugang zur RG. Gegenstand des Modells ist ein zweidimensionales Gitter von Spin -Freiheitsgraden (anstelle um Spins kann es sich auch um andere Freiheitsgrade handeln) vom Typ des Isingmodells, das heißt, es wechselwirken nur unmittelbar benachbarte Spins miteinander mit einer Kopplungskonstante {\displaystyle \,J}. Das System werde durch eine Hamiltonfunktion {\displaystyle \,H(T,J)} beschrieben und habe die Temperatur {\displaystyle \,T}.
Nun wird das Spin-Gitter in Blöcke von {\displaystyle 2\times 2}- Quadraten aufgeteilt und es werden anstelle der ursprünglichen Spins Blockspin-Variable eingeführt, indem über die Spins im Block in geeigneter Weise gemittelt wird. Es ergibt sich ein System mit einer um einen Faktor 4 kleineren Spindichte. Um ein mit dem ursprünglichen Modell vergleichbares Modell zu erhalten, sind außer der Mittelung auch gewisse Reskalierungen erforderlich. Oft hat die neue Hamiltonfunktion dann die gleiche Struktur wie die alte, nur mit neuen Werten für {\displaystyle \,T} und {\displaystyle \,J}:   {\displaystyle \quad H(T,J)\to H(T',J')}.
Dieser Vorgang wird wiederholt, das heißt man fasst wieder {\displaystyle 2\times 2} der Spin-Blockvariablen durch Mittelung zusammen (das wären dann jeweils 4 Spins oder 16 Spins aus dem Ausgangsmodell) usw. Das System wird also auf einer ständig vergröbernden Skala betrachtet. Ändern sich dabei die Parameter unter RG-Transformationen nicht mehr wesentlich, spricht man von einem Fixpunkt der RG.
Im konkreten Fall des Isingmodells, ursprünglich als Modell für magnetische Systeme eingeführt (mit einer Wechselwirkung, die bei parallelen Spins einen negativen Beitrag, {\displaystyle -\,J}, zur Energie {\displaystyle H} liefert, bei anti-parallelen Spins einen positiven Beitrag {\displaystyle \,J}), wirkt die durch die Temperatur {\displaystyle \,T} gekennzeichnete Wärmebewegung den Ordnungsbestrebungen der Wechselwirkung (durch {\displaystyle \,J} charakterisiert) entgegen. Hier (und häufig auch in ähnlichen Modellen) gibt es drei Arten von Fixpunkten der RG:
(a) {\displaystyle \,T=0} und {\displaystyle \,J\to \infty }. Auf großen Skalen überwiegt die Ordnung, ferromagnetische Phase.
(b) {\displaystyle \,T\to \infty } und {\displaystyle \,J\to 0}. Unordnung auf großen Skalen.
(c) Ein Punkt dazwischen mit {\displaystyle \,T=T_{c}} und
{\displaystyle \,J=J_{c}}, bei dem eine Skalenänderung die Physik des Systems nicht verändert (Skaleninvarianz wie in fraktalen Strukturen), der Punkt ist ein Fixpunkt der RG. An diesem sogenannten kritischen Punkt findet ein Phasenübergang zwischen den beiden Phasen (a), (b) statt. Im Fall des Ferromagnetismus wird er Curie-Punkt genannt.

## Prinzipien und Terminologie der RG-Theorie
Eine RG-Transformation im Ortsraum nach dem Schema von Kadanoff ist nur in wenigen Fällen praktikabel und liefert genaue Ergebnisse nur dann, wenn man viele verschiedene Kopplungskonstanten berücksichtigt. Bei den anderen RG-Methoden ist der Ausgangspunkt ein Pfadintegral.
D. h., die Freiheitsgrade sind kontinuierliche Felder {\displaystyle \varphi }, und zu berechnen ist eine Zustandssumme oder ein erzeugendes Funktional der Art
{\displaystyle Z=\int {\textrm {D}}\varphi e^{-S\left(\varphi ,J\right)},}
woraus man alle interessierenden Größen erhalten kann. Hierbei ist {\displaystyle S\left(\varphi ,J\right)} das Wirkungsintegral des Systems,
{\displaystyle J} sind die Kopplungskonstanten oder andere Systemparameter. Im Kontext der RG berechnet man {\displaystyle Z}, indem man schrittweise Freiheitsgrade mit kurzen Wellenlängen eliminiert.
Bei der RG-Methode von K.G. Wilson erfolgt dies explizit und analog zur Idee von Kadanoff, indem man die Fourierkomponenten {\displaystyle \varphi _{k}}
der Felder in der Form {\displaystyle \varphi _{k}=\varphi _{k}^{<}+\varphi _{k}^{>}}
schreibt und die {\displaystyle \varphi _{k}^{>}} aus {\displaystyle Z} herausintegriert. Hierbei sind {\displaystyle \varphi _{k}^{>}}
die Komponenten mit großen Wellenvektoren {\displaystyle k}, {\displaystyle \varphi _{k}^{<}} das Komplement.
Nach der Elimination von {\displaystyle \varphi ^{>}} sind wie beim Kadanoff-Schema noch Reskalierungen auszuführen.
Bei anderen RG-Methoden erfolgt die Elimination von Freiheitsgraden eher implizit (insbesondere in der Quantenfeldtheorie). Die tatsächlichen Rechnungen basieren auf der Störungsrechnung.
In jedem Fall ergibt sich nach dem Renormierungschritt ein neuer Ausdruck für {\displaystyle Z} mit einem renormierten Wirkungsintegral
{\displaystyle S\left(\varphi ',J'\right)} mit i. A. anderen Kopplungskonstanten {\displaystyle J'}, und die Felder {\displaystyle \varphi '} sind Freiheitsgrade auf einer vergröberten Längenskala.
Noch anzumerken ist, dass die Bezeichnung „Renormierungsgruppe“ irreführend ist. Bei den RG-Transformationen geht Information verloren, und die Transformationen sind daher nicht invertierbar. Im mathematischen Sinn bilden die RG-Transformationen also nur eine Halbgruppe.

### Beta-Funktionen, Fluss der Kopplungskonstanten, Fixpunkte

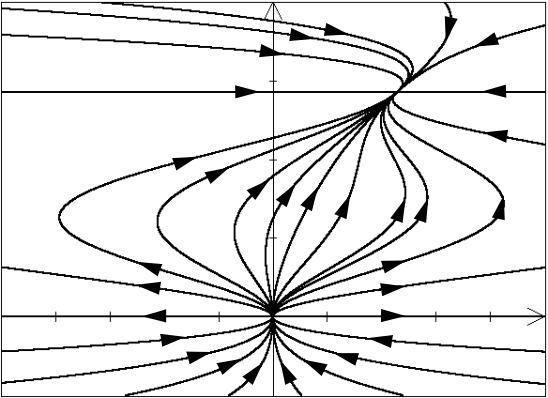
Der RG-Fluss der zwei Kopplungskonstanten des Lifshitz-trikritischen Punktes (ein spezieller multikritischer Punkt). Der Fixpunkt rechts oben ist stabil, der Fixpunkt in der unteren Hälfte ist hyperbolisch. Der Temperaturparameter ist senkrecht zur Bildebene zu denken, beide Fixpunkte sind in Temperaturrichtung instabil.

Die Änderung der Systemparameter bei einem Renormierungsschritt hängt davon ab, wie viele Freitsgrade eliminiert werden. Ausgedrückt durch das Verhältnis von alter und neuer Längensskala {\displaystyle L} quantifiziert man die Größe des Renormierungsschritts durch eine dimensionslose Variable {\displaystyle \ell =\ln \left(L'/L\right)}. Die Änderung der Parameter wird damit zu einem Kontinuum von Abbildungen {\displaystyle J=J\left(J_{0},\ell \right)} des Parameterraums auf sich selber, dessen Fluss man durch sogenannte Betafunktionen {\displaystyle \beta \left(J\right)} beschreibt,
{\displaystyle {\frac {\mathrm {d} J_{m}}{\mathrm {d} \ell }}=\beta _{m}\left(J\right).}
Die Abbildung rechts zeigt ein Beispiel mit einem zweidimensionalen Parameterraum. In der Teilchenphysik interessiert dabei der Parameterfluss bei kleiner werdender Längenskala, in den anderen Fällen der Fluss bei wachsender Längenskala.
Die physikalischen Werte der Parameter {\displaystyle J} definieren einen Startpunkt im Parameterraum, die Betafunktionen bestimmen die vom Punkt bei der
Renormierung durchlaufene Bahn. Wichtig sind die durch {\displaystyle \beta \left(J\right)=0} definierten Fixpunkte {\displaystyle J=J^{*}}
des Parameter-Flusses. Solche Fixpunkte können stabil, instabil oder gemischt stabil-instabil (hyperbolisch) sein, siehe Abbildung rechts. Es kann sein, dass man einen (oder mehrere) Koordinaten des Startpunktes (physikalische Parameter, z. B. die Temperatur) adjustieren muss, um einen Fixpunkt zu erreichen. Der Fixpunkt kann dann mit dem kritischen Punkt eines kontinuierlichen Phasenübergangs identifiziert werden. Die RG erklärt auf diese Weise, was ein kritischer Punkt ist, und weshalb z. B. beim Ising-Magneten Temperatur und Magnetfeld einen bestimmten Wert haben müssen, um den kritischen Punkt zu erreichen.

### Relevante, irrelevante und marginale Operatoren
Der Parameterfluss in der Nähe eines Fixpunktes resultiert aus der RG-Entwicklung von zur Wirkung {\displaystyle S} hinzugefügten Termen der Art
{\displaystyle J_{m}O_{m}}, wo {\displaystyle O_{m}} als „Operator“ bezeichnet wird (aber nur ein Funktional der Felder ist).
Um die Stabilität eines Fixpunkts zu untersuchen, kann man zunächst den Parameterfluss in einer Umgebung des Fixpunkts linearisieren. Die Lösung der linearisierten Flussgleichung hat (eventuell nach einer linearen Transformation) die Form
{\displaystyle J_{m}\left(\ell \right)-J_{m}^{*}=\left(J_{m}\left(0\right)-J_{m}^{*}\right)e^{y_{m}\ell }.}
Die Exponenten {\displaystyle y_{m}} lassen sich mit kritischen Exponenten identifizieren.
Wenn {\displaystyle y_{m}} positiv ist, dann entfernt sich {\displaystyle J_{m}\left(\ell \right)} bei der Renormierung vom Fixpunkt {\displaystyle J_{m}^{*}}, und man nennt den Operator {\displaystyle O_{m}} relevant.
Bei negativem {\displaystyle y_{m}} strebt {\displaystyle J_{m}\left(\ell \right)} hingegen gegen den Fixpunkt {\displaystyle J_{m}^{*}}, und {\displaystyle O_{m}} heißt irrelevant.
Falls {\displaystyle y_{m}} den Wert Null hat, ändert sich der Parameter in linearer Näherung nicht, und der entsprechende Operator heißt marginal. Das Verhalten eines marginalen Operators bei der Renormierung ist erst in nichtlinearer Ordnung ersichtlich. Es kann sein, dass sich der entsprechende Parameter langsam (typischerweise logarithmisch in {\displaystyle \ell }) dem Fixpunkt annähert oder davon entfernt. In aller Regel sind die Standard-Nichtlinearitäten (renormierbarer) Feldtheorien marginal. Die entsprechende Abhängigkeit einer Kopplungskonstante vom Parameter {\displaystyle \ell } beschreibt man auch mit dem Terminus „laufende Kopplungskonstante“.

### Universalität und Universalitätsklassen
Bei vielen Fixpunkten ist der Parameterfluss für alle denkbaren Typen von Operatoren (Wechselwirkungen, Richtungen im Parameterraum) konvergent, mit Ausnahme einiger weniger „relevanter“ Operatoren. In diesem Fall beschreibt der Fixpunkt das ganze Kontinuum der durch den Einzugsbereich des Fixpunkts repräsentierten Systeme.
Dies erklärt z. B., weshalb alle Gase an ihrem kritischen Punkt dieselben kritischen Exponenten haben,
und dass dieselben Exponenten auch im Ising-Magneten auftreten. Dieses Phänomen heißt Universalität.
Entsprechend definiert man eine Ising-Modell-Universalitätsklasse und ordnet Systeme mit einem Fixpunkt der Art des Ising-Magneten dieser Universalitätsklasse zu. Ein anderes Beispiel ist die isotrope Perkolation. Hier ergeben z. B. Gitter- und Kanten-Perkolation auf Rechteck- und Dreiecksgitter exakt dieselben kritischen Exponenten, und man spricht von der Universalitätsklasse der isotropen Perkolation. Diese Unterteilung von kontinuierlichen Phasenübergängen in Universalitätsklassen ist eines der wichtigsten Ergebnisse der RG-Theorie.
Die Feldtheorien des Standard-Modells der Teilchenphysik sind ebenfalls Universalitätsklassen im RG-Sinn, mit mehreren marginalen oder irrelevanten Zusatztermen und vielen nicht universellen Konstanten.

### Kritische Dimension
Der Terminus „kritische Dimension“ ({\displaystyle d_{c}}) bezeichnet
die Raumdimension {\displaystyle d} (bzw. Raumzeit-Dimension), bei welcher das im Pfadintegral enthaltene Wirkungsintegral {\displaystyle S} (ohne relevante und irrelevante Terme) skaleninvariant ist bei geeigneter Skalierung von Feldern, Koordinaten und ggf. der Zeit (die Bestimmung der kritischen Dimension einer Feldtheorie ist eine rein algorithmische Angelegenheit, siehe Weblinks).
Wenn die Raumdimension nahe bei der kritischen Dimension liegt, dann sind die Fixpunktwerte {\displaystyle \lambda ^{*}} der Kopplungskonstanten {\displaystyle \lambda } von der Größenordnung {\displaystyle O\left(d-d_{c}\right)}, und eine RG-Rechnung basierend auf einer Störungsrechnung nach {\displaystyle \lambda ^{*}},
{\displaystyle \lambda \left(\ell \right)} oder {\displaystyle d-d_{c}} ist gerechtfertigt. Die kritische Dimension der Feldtheorien (QED, QCD) des Standard-Modells der Teilchenphysik ist {\displaystyle d=d_{c}=4}, und die RG basiert auf einer Entwicklung nach den laufenden Kopplungskonstanten {\displaystyle \lambda \left(\ell \right)}. Das führt nur zum Ziel solange {\displaystyle \lambda \left(\ell \right)} klein ist. In der QCD ist das der Fall bei hoher Energie (asymptotic freedom), in der QED bei nicht zu hoher Energie.

### Renormierbarkeit
Eine Renormierung nach dem Schema von Kadanoff oder Wilson im Sinn einer schrittweisen Berechnung einer Zustandssumme ist (abgesehen von diversen technischen Schwierigkeiten) immer ausführbar.
Der Begriff „Renormierbarkeit“ stammt aus der Teilchenphysik. Eine Feldtheorie heißt hier renormierbar, wenn sie (bei Parameterfluss in Richtung kleiner werdender Längenskala) nur marginale und irrelevante Terme enthält. Dies setzt voraus, dass die Dimension der Raumzeit {\displaystyle d} mit der kritischen Dimension {\displaystyle d_{c}} der Feldtheorie übereinstimmt. Renormierbar in diesem Sinn sind die im Standardmodell der Teilchenphysik enthaltenen Feldtheorien (QCD und elektroschwache Wechselwirkung inklusive QED), nicht aber die Einstein-Hilbert-Wirkung der allgemeinen Relativitätstheorie mit kritischer Dimension {\displaystyle d_{c}=2}.
Die Störungsreihe einer Feldtheorie ist konvergent und damit „trivial“ bei {\displaystyle d<d_{c}} in der Teilchenphysik und bei {\displaystyle d>d_{c}} in der statistischen Physik. Man spricht dann von einer „super-renormierbaren“ Feldtheorie.

## Feldtheoretische Renormierungsgruppe
Die am weitesten verbreitete Variante der Renormierungsgruppe hat ihren Ursprung in der Quantenfeldtheorie und hat viele Anwendungen auch in anderen Bereichen. Der Ausgangspunkt ist das Wirkungsintegral für die Feldtheorie und das entsprechende Pfadintegral.
Die Rechnungen erfolgen zumeist im Impulsraum und basieren auf der Störungstheorie. Verschiedene Aspekte ergeben in Kombination eine große Vielfalt. Beispiele sind
- Regularisierung. Eine Regularisierung ist erforderlich um überhaupt endliche Ergebnisse zu erhalten. Meistens ist dimensionelle Regularisierung das Mittel der Wahl. Die Vorstellung ist, dass es auch in der Quantenfeldtheorie faktisch einen Cutoff gibt, z. B. bei der Planck-Länge.
- Verschiedene Herleitungen. Multiplikative oder additive Renormierung.
- Renormierungsbedingungen oder minimale Subtraktion.
- Betrachtung nur des kritischen Punktes oder Berücksichtigung relevanter und irrelevanter Terme (Massenterme, externe Felder, Annäherung an den kritischen Punkt).
- Unterschied zwischen Quantenfeldtheorie (kleine Wellenlängen) und Festkörperphysik (große Wellenlängen)
- Skaleninvarianz bei der kritischen Dimension {\displaystyle d_{c}} oder unterhalb der kritischen Dimension. Entwicklung nach {\displaystyle \varepsilon =d-d_{c}} oder numerische Rechnung direkt bei {\displaystyle d<d_{c}}.

### Feldtheorien allgemein
Gegenstand der Renormierungsgruppe sind fast immer Feldtheorien, d. h. Systeme, welche mit Feldern {\displaystyle \varphi _{i}\left(x\right)} und einem Wirkungsintegral {\displaystyle S} beschreibbar sind. Es interessieren Korrelationsfunktionen
der Art {\displaystyle G_{i_{1},...i_{n}}\left(x,\lambda ,\Lambda \right)=\left\langle \varphi _{i_{1}}\left(x_{1}\right),...,\varphi _{i_{n}}\left(x_{n}\right)\right\rangle }, oder äquivalent dazu, Vertexfunktionen. Diese lassen sich mit Hilfe des Pfadintegrals
{\displaystyle \int {\textrm {D}}\varphi e^{-S\left(\varphi ,\lambda ,\Lambda \right)}}
berechnen. Die Wirkung {\displaystyle S} ist ein Funktional der Felder und eine Funktion von Parametern {\displaystyle \lambda } und vom Cutoff-Wellenvektor {\displaystyle \Lambda }. Der Cutoff unterdrückt Fluktuationen von {\displaystyle \varphi } mit Wellenlängen {\displaystyle \left|k\right|>\Lambda } und ist erforderlich, um überhaupt endliche Ergebnisse zu erhalten. Andernfalls hätte man auch in einem endlichen System unendlich viele Freiheitsgrade, und das Pfadintegral wäre nicht definiert.

### Skaleninvarianz und Cutoff: physikalische Interpretation der Renormierung
Bei renormierbaren Feldtheorien sind Vertexfunktionen (und Korrelationsfunktionen) als Funktionen von Wellenvektoren {\displaystyle k} bei {\displaystyle \left|k\right|\ll \Lambda } skaleninvariant. Hierbei ist {\displaystyle \Lambda } der UV-Cutoff, z. B. die reziproke Gitterkonstante. Skaleninvarianz ist eine Symmetrie, welche sich auf alle Längenskalen erstreckt. Diese Symmetrie ist für großes {\displaystyle k} aber nur im Limes {\displaystyle \Lambda \rightarrow \infty } realisiert. In der Quantenfeldtheorie wie auch bei klassischen kritischen Phänomenen ist primär das Verhalten bei kleinen Wellenvektoren ({\displaystyle \left|k\right|\ll \Lambda }) von Interesse, Abhängigkeiten vom Cutoff sind quasi ein notwendiges Übel.
Zwei Feldtheorien, welche sich nur im Wert von {\displaystyle \Lambda } unterscheiden, sind nicht unmittelbar vergleichbar. Sie gehören zur selben Universalitätsklasse, die Vertexfunktionen unterscheiden sich aber um einen {\displaystyle \Lambda }-abhängigen konstanten Faktor. Um die {\displaystyle \Lambda }-Abhängigkeit loszuwerden „normiert“ man daher die Vertexfunktionen durch Multiplikation mit sogenannten {\displaystyle Z}-Faktoren und durch Auferlegung von Normierungsbedingungen bei einem kleinen Wellenvektor {\displaystyle \mu }. Man verlangt zum Beispiel für die Zwei-Punkt-Vertexfunktion {\displaystyle \Gamma ^{\left(2\right)}\left(k,\lambda ,\Lambda \right)} des {\displaystyle \varphi ^{4}} -Modells
{\displaystyle {\frac {\partial ^{2}}{\partial k^{2}}}\left.Z_{\varphi }^{2}\left(\Lambda ,\mu \right)\Gamma ^{\left(2\right)}\left(k,\lambda ,\Lambda \right)\right|_{k^{2}=\mu ^{2}}={\frac {\partial ^{2}}{\partial k^{2}}}\left.\Gamma _{R}^{\left(2\right)}\left(k,\lambda ,\Lambda \right)\right|_{k^{2}=\mu ^{2}}=1,}
und nennt {\displaystyle \Gamma _{R}^{\left(2\right)}\left(k,\lambda \right)=Z_{\varphi }^{2}\Gamma ^{\left(2\right)}\left(k,\lambda ,\Lambda \right)} die „renormierte“ Vertexfunktion. Nach Multiplikation mit konstanten {\displaystyle Z} -Faktoren verbleiben auch im Limes {\displaystyle \Lambda \rightarrow \infty } endliche renormierte Vertexfunktionen, welche das physikalische Verhalten beschreiben. Genaugenommen interessiert nur das Verhalten des nicht renormierten {\displaystyle \Gamma ^{\left(2\right)}} beim naturgegeben großen konstanten {\displaystyle \Lambda }, aber die Elimination von {\displaystyle \Lambda } liefert letztlich ein Verständnis für Skaleninvarianz und eine neue Rechentechnik – die feldtheoretische Renormierungsgruppe.
Eine Struktur in der Vielfalt von Vertexfunktionen, {\displaystyle Z} -Faktoren und Normierungsbedingungen ergibt sich, wenn man die renormierten Vertexfunktionen als Vertizes eines effektiven renormierten Wirkungsintegrals {\displaystyle S_{R}}
interpretiert. Das renormierte Wirkungsintegral hat dieselbe Form wie das nicht renormierte {\displaystyle S}, und um ein endliches {\displaystyle S_{R}} zu erhalten, ist für jeden Term von {\displaystyle S_{R}} eine Renormierungsbedingung erforderlich. Die {\displaystyle Z} -Faktoren sind mit den Potenzen der Felder in den Termen von {\displaystyle S_{R}} assoziiert. Jeder Feldtyp {\displaystyle \varphi _{i}} erfordert einen spezifischen {\displaystyle Z} -Faktor (deren Zahl kann aber aufgrund von Symmetrien kleiner sein).

### Die Essenz anhand eines Beispiels
Die wesentlichen technischen Punkte lassen sich am einfachsten Beispiel zeigen. Ausgangspunkt ist das Wirkungsintegral des {\displaystyle \varphi ^{4}}-Modells bei der kritischen Temperatur (ohne Massenterm {\displaystyle \propto \varphi ^{2}} und ohne Magnetfeldterm {\displaystyle \propto \varphi })
{\displaystyle S=\int d^{d}x\left\{{\frac {1}{2}}\left(\nabla \varphi \right)^{2}+{\frac {u}{4!}}\varphi ^{4}\right\}.}
Als eine Summe von Monomen kann die Wirkung invariant unter einer Reskalierung der Felder, der Koordinaten, und der Kopplungskonstanten mit einem beliebigen Skalenfaktor {\displaystyle b}, sein. Hier ist das
{\displaystyle {\begin{aligned}x&\rightarrow x/b,\\\varphi &\rightarrow \varphi b^{\left[\varphi \right]},\\u&\rightarrow ub^{\left[u\right]}.\end{aligned}}}
Per Konvention wird als Reskalierungsexponent für die Koordinaten immer {\displaystyle [x]=-1} verwendet. Die zwei Terme von {\displaystyle S} liefern damit zwei Gleichungen, aus denen sich die Skalierungsexponenten {\displaystyle [\varphi ]=1-\varepsilon /2} und {\displaystyle [u]=\varepsilon } ergeben. Hierbei ist {\displaystyle \varepsilon =d-d_{c}} mit (oberer) kritischer Dimension {\displaystyle d_{c}=4}. Zu beachten ist, dass die Kopplungskonstante {\displaystyle u} bei der kritischen Dimension dimensionslos ist.
Die Skaleninvarianz des Wirkungsintegrals bei der kritischen Dimension {\displaystyle d_{c}} impliziert nicht direkt eine Skaleninvarianz der physikalischen Größen, denn diese bestimmen sich aus dem Pfadintegral mit {\displaystyle S} im Exponenten. Damit das Pfadintegral einen Sinn ergibt ist eine Regularisierung erforderlich, womit implizit eine weitere Längenskala ins Spiel kommt. Das regularisierte Pfadintegral liefert die physikalischen Größen. Die naive Skaleninvarianz der Wirkung wird i. A. durch Fluktuationen modifiziert. Ein generischer Ausgangspunkt der Renormierungsgruppe ist die Annahme, dass die Skaleninvarianz in modifizierter Form asymptotisch bestehen bleibt, d. h., dass die 2- und 4-Punkt-Vertexfunktionen der effektiven Wirkung ebenfalls skaleninvariant sind, wenn auch mit modifizierten Skalenexponenten. Per Konvention schreibt man den Skalenexponenten von {\displaystyle \varphi } in der Form {\displaystyle [\varphi ]=1-\varepsilon /2+\eta /2}, wobei {\displaystyle \eta } auch als kritischer Exponent bezeichnet wird.
Durch „Entfernen“ der nichttrivialen Anteile der Skalenexponenten von den Vertexfunktionen {\displaystyle \Gamma _{2}} und {\displaystyle \Gamma _{4}} mit einem Feld-Renormierungsfaktor {\displaystyle Z=(\mu /\Lambda )^{\eta }} erhält man die „renormierten“ Vertexfunktionen,
{\displaystyle {\begin{aligned}\Gamma _{2}^{\left(R\right)}\left(k,u\right)&=Z\,\Gamma _{2}\left(k,u,\Lambda \right),\\\Gamma _{4}^{\left(R\right)}\left(k,u\right)&=Z^{2}\Gamma _{4}\left(k,u,\Lambda \right).\end{aligned}}}
Die Vertexfunktion {\displaystyle \Gamma _{4}} hängt eigentlich von 3 Wellenvektoren ab, aber zum Zweck der Renormierung ist es ausreichend, eine symmetrische Situation zu betrachten, wo die drei Wellenvektoren von den Ecken eines Tetraeders zum Mittelpunkt zeigen und denselben Betrag haben (andere Konventionen unterscheiden sich nur um eine uninteressante {\displaystyle \mu }-unabhängige Renormierung).
Die Störungsrechnung liefert für die Vertexfunktionen {\displaystyle \Gamma _{2}} und {\displaystyle \Gamma _{4}} Potenzreihen in der nicht renormierten dimensionslosen Kopplungskonstante {\displaystyle {\bar {u}}=uk^{-\varepsilon }}. Diese Potenzreihen sind am kritischen Punkt, d. h. bei {\displaystyle k\to 0} divergent und zunächst nutzlos. Der nächste Schritt ist das Aufstellen der Normierungsbedingung
{\displaystyle \left.{\frac {\partial ^{2}}{\partial k^{2}}}\Gamma _{2}^{\left(R\right)}\left(k,u\right)\right|_{k^{2}=\mu ^{2}}=1}
Daraus bestimmt sich im Prinzip der Faktor {\displaystyle Z} als Potenzreihe in {\displaystyle {\bar {u}}}. Der Clou der ganzen Aktion ist die Definition einer dimensionslosen renormierten Kopplungskonstante
{\displaystyle u_{R}\left({\bar {u}}\right)=k^{-\epsilon }\Gamma _{4}^{\left(R\right)}\left(k,u\right).}
Diese dimensionslose renormierte Kopplungskonstante ändert sich als Funktion des Wellenvektors i. d. R. nur langsam, ist oft klein und strebt u. U. gegen einen Fixpunkt. Der Trick ist daher, die Potenzreihen in {\displaystyle {\bar {u}}} zu Potenzreihen in {\displaystyle u_{R}} zu transformieren. D.h. man ermittelt die Umkehrfunktion {\displaystyle {\bar {u}}(u_{R})}. Eine entscheidende Rolle spielt dann der Fluss
{\displaystyle k\left({\frac {du_{R}}{dk}}\right)_{u}=\beta \left(u_{R}\right)}
der renormierten Kopplungskonstante bei Änderung der Längenskala bei konstantem {\displaystyle u}. Die Bedingung {\displaystyle \beta (u_{R})=0} liefert ggf. den Fixpunkt der renormierten Kopplungskonstante {\displaystyle u_{R}}. Mit {\displaystyle u_{R}} und {\displaystyle Z} kennt man dann auch die physikalischen Größen {\displaystyle \Gamma _{2}} und {\displaystyle \Gamma _{4}}.

## Funktionale Renormierungsgruppe
Eine funktionale Renormierungsgruppe (FRG) ist eine Methode zur Berechnung des effektiven Potentials einer Feldtheorie für eine variable Längenskala. Eine FRG berücksichtigt relevante, marginale und irrelevante Kopplungen. Eine exakte Bestimmung des effektiven Potentials ist damit allerdings i. d. R. genauso wenig möglich wie mit anderen Techniken. Jedoch erlaubt eine FRG verschiedenste Parametrisierungen und ist unabhängig von (bestenfalls asymptotisch konvergenten) Störungsreihen-Entwicklungen.
Es gibt mindestens drei FRG-Varianten, eine nach Art der Wilsonschen-Eliminations-Renormierungsgruppe (Wegner und Houghton),
eine Variante mit variablem UV-Cutoff (Polchinski) und eine Variante mit einem Infrarot-Regulator (Wetterich).
Am einfachsten zu handhaben ist die Variante mit IR-Regulator.
Für die FRG mit IR-Regulator lässt sich im Rahmen der Quantenfeldtheorie mit wenigen formalen Schritten eine kompakte Formel herleiten, die Ausgangspunkt für konkrete Anwendungen ist (Wetterich).
Um die Schreibweise zu vereinfachen, empfiehlt sich dabei die de-Witt-Schreibweise, wo das Feld {\displaystyle \varphi } ein Vektor ist, dessen Index einen Punkt im Raum und ggf. auch einen Feldindex spezifiziert.
Der erste Schritt besteht darin, zur Wirkung {\displaystyle S} einen Regulator-Term
{\displaystyle S_{R}\left(\mu \right)={\frac {1}{2}}\varphi \cdot R\left(\mu \right)\cdot \varphi }
hinzuzufügen, wo die Matrix {\displaystyle R} von einer Wellenvektor-Skala {\displaystyle \mu } abhängt (Beispiele weiter unten). Die erzeugende Funktion der zusammenhängenden Korrelationsfunktionen lautet dann
{\displaystyle W\left(J,\mu \right)=\ln \int {\mathcal {D}}\varphi \exp \left(-S-S_{R}\left(\mu \right)+J\cdot \varphi \right),}
wo {\displaystyle J} ein externes Feld bezeichnet. Der Erwartungswert von {\displaystyle \varphi }
ist {\displaystyle {\overline {\varphi }}_{a}=\partial W/\partial J_{a}}, und die 2-Punkt-Korrelationsfunktion ist gegeben durch
{\displaystyle {\widetilde {G}}_{a,b}\left(\mu \right)={\frac {\partial ^{2}W\left(J,\mu \right)}{\partial J_{a}\partial J_{b}}}=\left\langle \varphi _{a}\varphi _{b}\right\rangle -{\overline {\varphi }}_{a}{\overline {\varphi }}_{b}.}
Die erzeugende Funktion der 1-Teilchen-irreduziblen Vertex-Funktionen {\displaystyle {\widetilde {\Gamma }}\left(\mu ,{\overline {\varphi }}\right)} ist nach
üblichem Schema die Legendre-Transformierte
{\displaystyle {\widetilde {\Gamma }}\left({\overline {\varphi }},\mu \right)=J\cdot {\overline {\varphi }}-W\left(J,\mu \right).}
Differenzieren nach der Wellenvektor-Skala {\displaystyle \mu } und Verwenden der
Definition von {\displaystyle {\widetilde {G}}_{a,b}} führt auf
{\displaystyle {\frac {\partial }{\partial \mu }}{\widetilde {\Gamma }}=-{\frac {\partial }{\partial \mu }}W={\frac {\partial }{\partial \mu }}\left\langle S_{R}\left(\mu \right)\right\rangle ={\frac {1}{2}}{\frac {\partial }{\partial \mu }}\left\langle \varphi _{a}R_{a,b}\varphi _{b}\right\rangle ={\frac {1}{2}}\left({\widetilde {G}}_{a,b}+{\overline {\varphi }}_{a}{\overline {\varphi }}_{b}\right){\frac {\partial }{\partial \mu }}R_{a,b}.}
Die Renormierungsgruppen-Differenzialgleichung folgt daraus als
{\displaystyle \mu {\frac {\partial }{\partial \mu }}\Gamma \left({\overline {\varphi }},\mu \right)={\frac {1}{2}}Tr\left(\left(\Gamma _{a,b}^{\left(2\right)}\left({\overline {\varphi }},\mu \right)+R_{a,b}\right)^{-1}\mu {\frac {\partial }{\partial \mu }}R_{a,b}\right),}
wo {\displaystyle \Gamma ={\widetilde {\Gamma }}-{\frac {1}{2}}{\overline {\varphi }}\cdot R\cdot {\overline {\varphi }}}
das effektive Potential ohne das künstliche {\displaystyle S_{R}} bezeichnet
und der Propagator {\displaystyle {\widetilde {G}}=1/{\widetilde {\Gamma }}_{2}=1/\left(\Gamma _{2}+R\right)}
ebenfalls in einer Form geschrieben ist, die den künstlichen Beitrag
{\displaystyle S_{R}} explizit macht. {\displaystyle Tr\left(\dots \right)} steht für die Spur
einer Matrix.
Der Sinn und die Interpretation der FRG-Differentialgleichung ergeben
sich mit der Wahl des Regulators {\displaystyle R}, d. h. des Propagators. Typische
IR-Cutoff-Funktionen (ausgedrückt im {\displaystyle k}-Raum) sind
{\displaystyle R\left(\mu ,k\right)=k^{2}/\left(e^{k^{2}/\mu ^{2}}-1\right)}
oder
{\displaystyle R\left(\mu ,k\right)=\left(\mu ^{2}-k^{2}\right)\theta \left(\mu ^{2}-k^{2}\right)}.
Diese Funktionen verschwinden schnell für {\displaystyle k\gg \mu }
und erreichen für {\displaystyle k\ll \mu } den Wert {\displaystyle \mu ^{2}}. Dies bedeutet, dass Freiheitsgrade mit kurzen Wellenlängen keine
Änderung erfahren während Freiheitsgrade mit langen Wellenlängen eine
endliche Masse erhalten und unterdrückt werden. Die FRG-Differentialgleichung
beschreibt bei {\displaystyle \mu \rightarrow 0} was geschieht, wenn man mehr und
mehr Freiheitsgrade mit langen Wellenlängen hinzunimmt. Z. B. kann
man auf diese Weise einen kritischen Punkt erreichen, bei dem beliebig lange Wellenlängen zu berücksichtigen sind.

## Geschichte der RG
Skalierungsüberlegungen gibt es in der Physik schon seit dem Altertum und an prominenter Stelle z. B. bei Galilei. Die RG tauchte zum ersten Mal 1953 in der Behandlung der Renormierung in der Quantenelektrodynamik durch E. C. G. Stueckelberg und André Petermann sowie 1954 durch Murray Gell-Mann und Francis Low auf. Die Theorie wurde von den russischen Physikern N. N. Bogoljubow und D. V. Shirkov ausgebaut, die 1959 ein Lehrbuch darüber schrieben.
Ein wirkliches physikalisches Verständnis wurde jedoch erst durch die Arbeiten von Leo Kadanoff 1966 erreicht (Blockspin-Transformation), die dann vom Nobelpreisträger (1982) Kenneth Wilson 1971 für die Behandlung sog. kritischer Phänomene in der Umgebung von kontinuierlichen Phasenübergängen und ferner 1974 zur Lösung des Kondo-Problems benutzt wurden. Er erhielt unter anderem für die erstgenannte Leistung 1982 den Nobelpreis. Auch die alte RG der Teilchenphysik wurde um 1970 von Curtis Callan und Kurt Symanzik neu formuliert. In der Teilchenphysik wurde hauptsächlich die Impulsraum-RG verwendet und ausgebaut. Sie fand auch weite Verwendung in der Festkörperphysik, war aber bei stark korrelierten Systemen nicht anwendbar. Hier war man ab den 1980er Jahren mit Ortsraum-RG-Verfahren erfolgreicher, wie der von Steven R. White (1992) eingeführten Dichtematrix-RG (density matrix RG, DMRG).

### Originalarbeiten
- E. C. G. Stueckelberg und A. Petermann: La renormalisation des constants dans la theorie de quanta. In: Helvetica physica acta. Band 26, 1953 S. 499.
- M. Gell-Mann und F. E. Low: Quantum Electrodynamics at small distances. In: Physical Review. Band 95, 1954, S. 1300. (Einführung des Konzepts durch Stueckelberg/Peterman und Gell-Mann/Low)
- N. N. Bogoliubov und D. V. Shirkov: The theory of quantized fields. Interscience, 1959. (erste Lehrbuchbehandlung)
- L. P. Kadanoff: Scaling laws for Ising models near {\displaystyle T_{c}}. In: Physics (Long Island City, N.Y.) Band 2, 1966, S. 263. (das Bild der Block-Spin Transformationen)
- C. G. Callan: Broken scale invariance in scalar field theory. In: Physical Review D. Band 2, 1970, S. 1541. (Online)
- K. Symanzik: Small distance behaviour in field theory and power counting. In: Communications in Mathematical Physics. Band 18, 1970, S. 227. (Online) (hier und in der vorgenannten Arbeit von Callan wird die RG im Impulsraum eingeführt)
- K. G. Wilson: The renormalization group. Critical phenomena and the Kondo problem. In: Reviews of modern physics. Band 47, Nr. 4, 1975, S. 773. (Online) (erfolgreiche Anwendung der RG auf den Kondo-Effekt)
- S. R. White: Density matrix formulation for quantum renormalization groups. In: Physical Review Letters. Band 69, 1992, S. 2863. (oft verwendete RG Variationsmethode)
- Franz Wegner, Anthony Houghton: Renormalization Group Equations for Critical Phenomena. In: Physical Review A, Band 8, 1973, S. 401 (Functional Renormalization Group)
- Joseph Polchinski: Renormalization and Effective Lagrangians. In: Nuclear Phys. B, Band 231, 1984 S. 269–295
- Christof Wetterich: Exact evolution equation for the effective potential. In: Phys. Lett. B, Band 301, 1993 S. 90. Arxiv

### Übersichtsartikel
- K.G. Wilson: Die Renormierungsgruppe. In: Spektrum der Wissenschaft. Oktober 1979. (Online)
- M.E. Fisher: The renormalization group in the theory of critical phenomena, In: Reviews of Modern Physics, 46, 597 (1974); Renormalization group theory: its basis and formulation in statistical physics. In: Reviews of Modern Physics 70, 653 (1998)
- D. V. Shirkov: Evolution of the Bogoliubov Renormalization Group. A mathematical introduction and historical overview with a stress on group theory and the application in high-energy physics. 1999. arXiv.org:hep-th/9909024 (Online)
- B. Delamotte: A hint of renormalization. A pedestrian introduction to renormalization and the renormalization group. In: American Journal of Physics. Band 72, 2004, S. 170
- H. J. Maris, L. P. Kadanoff: Teaching the renormalization group. A pedestrian introduction to the renormalization group as applied in condensed matter physics. In: American Journal of Physics. Band 46, Juni 1978, S. 652–657.
- L.P. Kadanoff: Application of renormalization group techniques to quarks and strings. In: Reviews of Modern Physics 49, 267 (1977)
- Karen Hallberg, Density matrix renormalization: A review of the method and its applications, published in David Senechal, Andre-Marie Tremblay and Claude Bourbonnais (eds.), Theoretical Methods for Strongly Correlated Electrons, CRM Series in Mathematical Physics, Springer, New York, 2003 (sowie Hallberg New Trends in Density Matrix Renormalization, Advances in Physics 2006); Hallberg, Ingo Peschel, Xiaoqun Wang, Matthias Kaulke (Herausgeber) Density Matrix Renormalization, Lecturenotes in Physics 1999; Ullrich Schollwöck: The density-matrix renormalization group. In: Reviews of Modern Physics, 77, 259 (2005), online hier: (Online)
- Eleftherios Kirkinis: The Renormalization Group: A Perturbation Method for the Graduate Curriculum. In: SIAM Review. 54. Jahrgang, Nr. 2, 2012, S. 374–388, doi:10.1137/080731967.
- Ramamurti Shankar: Renormalization-group approach to interacting fermions. In: Reviews of Modern Physics. 66. Jahrgang, 1994, S. 129, doi:10.1103/RevModPhys.66.129, arxiv:cond-mat/9307009. bibcode:1994RvMP...66..129S.

### Bücher
- Daniel J. Amit: Field theory, the renormalization group, and critical phenomena. World Scientific 1984.
- Shang-keng Ma: Modern theory of critical phenomena. Addison-Wesley, Frontiers in Physics 1982.
- N. Goldenfeld: Lectures on phase transitions and the renormalization group. Addison-Wesley, 1993.
- L. Ts. Adzhemyan, N. V. Antonov und A. N. Vasiliev: The Field Theoretic Renormalization Group in Fully Developed Turbulence. Gordon and Breach, 1999, ISBN 90-5699-145-0.
- Gérard Toulouse, Pierre Pfeuty: Introduction to the Renormalization Group and to Critical Phenomena. Wiley 1977.
- J. Zinn-Justin: Quantum Field Theory and Critical phenomena. Oxford 1990.
- J. Zinn-Justin: Renormalization and renormalization group. From the discovery of UV divergences to the concept of effective field theories. In: C. de Witt-Morette, J.-B. Zuber (Hrsg.): Proceedings of the NATO ASI on Quantum Field Theory: Perspective and Prospective. 15–26. Juni 1998, Les Houches, France, Kluwer Academic Publishers, NATO ASI Series C 530, S. 375–388 (1999). Online hier: PostScript.
- Giovanni Gallavotti, G. Benfatto: Renormalization Group. Princeton University Press, 1995.